# Heartattack and Vine
《Heartattack and Vine》은 1980년 9월 9일에 발매된 톰 웨이츠의 일곱 번째 스튜디오 음반이며, 그의 마지막 음반은 어사일럼 레코드에 발매될 예정이다.
〈On the Nickel〉은 같은 이름의 랄프 와이트 영화용으로 녹음되었다. 〈Heartattack and Vine〉은 스크리밍 제이 호킨스가 맡았다. 1993년에 이 버전은 리바이스의 광고에서 웨이츠의 허락 없이 사용되었고, 웨이츠는 법적 조치를 취하여 합의금을 받았다. 장뤼크 고다르는 1983년 영화 《미녀 갱 카르멘》에서 〈Ruby's Arms〉를 사용했다.

## 반응
| 전문가 평가                   | 전문가 평가 |
| 평가 점수                     | 평가 점수   |
| 출처                          | 점수        |
| ----------------------------- | ----------- |
| Allmusic                      | [ 3 ]       |
| Mojo                          | 3/별        |
| Pitchfork                     | 8.5/10      |
| Rolling Stone                 | [ 5 ]       |
| The Rolling Stone Album Guide | [ 6 ]       |

웨이츠의 성악 전달과 발라드의 "병적인 병법'"등 여러 면에서 음반에 비판적이지만, 《롤링 스톤》은 "톰 웨이츠는 대부분의 사람들이 에덴 동산에서 발견할 수 있는 것보다 더 많은 아름다움을 발견한다"고 쓰고, 그를 "독특하고 사랑스러운 소인재"라고 언급했다.
브루스 스프링스틴은 라이브 회고전 《Live/1975–85》를 포함하여 1980년대 초부터 그의 라이브 쇼의 일환으로 〈Jersey Girl〉을 공연해왔다. 지금까지 유일하게 웨이츠는 1981년 8월 24일에 이 노래를 부르기 위해 무대에 올랐다.

## 곡 목록
모든 곡들은 톰 웨이츠에 의해 작사/작곡하였다.
| #  | 제목                           | 재생 시간 |
| -- | ------------------------------ | --------- |
| 1. | 〈Heartattack and Vine〉       | 4:50      |
| 2. | 〈In Shades (기악)〉           | 4:25      |
| 3. | 〈Saving All My Love for You〉 | 3:41      |
| 4. | 〈Downtown〉                   | 4:45      |
| 5. | 〈Jersey Girl〉                | 5:11      |

| #  | 제목                        | 재생 시간 |
| -- | --------------------------- | --------- |
| 1. | 〈'Til the Money Runs Out〉 | 4:25      |
| 2. | 〈On the Nickel〉           | 6:19      |
| 3. | 〈Mr. Siegal〉              | 5:14      |
| 4. | 〈Ruby's Arms〉             | 5:34      |